# اتفاقية القسطنطينية
اتفاقية القسطنطينية هي معاهدة وُقعت في 29 أكتوبر 1888م بين المملكة المتحدة، والإمبراطورية الألمانية، والإمبراطورية النمساوية المجرية، والإمبراطورية الروسية والدولة العثمانية وإسبانيا، وفرنسا، وإيطاليا، وهولندا ونصت في المعاهدة حرية الملاحة في قناة السويس، واعترفت بسيادة مصر على القناة كما ألزمت الدول باحترام سلامة القناة والامتناع عن عمل أي عمليات عسكرية فيها، في حين حصلت مصر بموجبها على السيطرة الشكلية على قناة السويس.

## الخلفية التاريخية
فرنسا التي سيطرت على القناة والتي كانت لا تزال تسيطر على غالبية أسهم شركة قناة السويس أعربت عن أملها في إضعاف السيطرة البريطانية على القناة، وحاولت إقناع الرأي العام الأوروبي لصالح تدويل القناة من خلال تحييد القوتين عن القناة في هذه المعادلة. وكانت المادة الأولى من الاتفاقية ضمان مرور جميع السفن خلال الحرب والسلام وكان هذا يتعارض مع المادة العاشرة، والتي تسمح للخديوي على اتخاذ تدابير "للدفاع عن مصر والحفاظ على النظام العام"، وهذه الفقرة الأخيرة استخدمت كذريعة من قبل بريطانيا في الحرب العالمية الثانية وكذلك استخدمتها مصر ضد إسرائيل بعد عام 1948م لمنع أعدائهما من استخدام قناة السويس ومع ذلك، قبلت المملكة المتحدة معاهدة على مضض وفقط مع تحفظات جدية:-
"وفد بريطانيا العظمى، بعرضه هذا النص بصفته القاعدة المحددة لتأمين الاستخدام الحر لقناة السويس، يعتقد أنه من واجبهم إعلان تحفظ عام على قابلية تطبيق مواد المعاهدة في حالة تعارضها مع الوضع الانتقالي والاستثنائي الذي تعيشه مصر، وفي حالة تقييدها لحرية عمل الحكومة أثناء احتلال مصر من قِبل القوات البريطانية."
فرنسا قبلت التحفظ، ولكن طبقاً للقانون الدولي في ذلك الوقت، ذكرت أن التحفظ جعل المعاهدة "اعلان أكاديمي" "غير قابل للتطبيق فنياً"." وقد اُزيل التحفظ فقط في الاتفاق الودي بين بريطانيا وفرنسا، ودخلت الاتفاقية أخيراً حيز التنفيذ في 1904. نص الاتفاق الودي على أن تفعيل لجنة إشرافية دولية كما نصت عليها المادة الثامنة سوف "تبقى معلقة." إلا أنه، طيلة الأربعين سنة التالية، بقيت الإجراءات البريطانية في معظمها مطابقة لروح التحفظ المتخلى عنه. الموقعون ضموا كل القوى الأوروبية الكبرى في ذلك الوقت، وقد فـُسـِّرت المعاهدة كحق مضمون في المرور لكل السفن في قناة السويس في الحرب والسلم، بدون تمييز. 

## نص المعاهدة
إن جلالة ملكة المملكة المتحدة لبريطانيا العظمى وإيرلندا وإمبراطورة الهند، وجلالة إمبراطور ألمانيا وملك بروسيا، وجلالة امبراطور النمسا وملك بوهيميا وملك المجر الرسولى، وملك اسبانيا النائبة عنه الملكة الوصية على العرش ورئيس الجمهورية الفرنسية، وجلالة ملك إيطاليا، وجلالة ملك الأراضى المنخفضة ودق لكسمبورج، وجلالة امبراطور سائر الروسين، وجلالة امبراطور العثمانيين، رغبة منهم في ان يقرروا، بصك اتفاقى، نظاما نهائيا يضمن في كل وقت ولجميع الدول، حرية استخدام قناة السويس البحرية، ويكمل أيضا النظام الذي خضعت له الملاحة بمقتضى فرمان جلالة السلطان المؤرخ في 22 فبراير 1866 (2 من ذى القعدة 1282) والمصدق على الامتيازات الصادرة من سمو الخديو، قد عينوا مندوبيهم المفوضين، وهم: .................... (أسماء مندوبى كل دولة)
وهؤلاء، بعد أن تبادلوا وثائق تفويضهم التام ووجدوها صحيحة ومطابقة للأصول المرعية، اتفقوا على المواد الآتية:

### المادة 1
تكون قناة السويس البحرية على الدوام حرة ومفتوحة في وقت السلم فقط، لكل سفينة تجارية أو حربية دون تميز لجنسيتها. وعلية اتفقت الدول السامية المتعاقدة على ألا تمس بأى شكل حرية استخدام القناة، سواء في وقت الحرب أو وقت السلم. ولا تخضع القناة أبدا لمباشرة حق الحصر.

### المادة 2
ان الدول السامية المتعاقدة، اعترافاً منها بأن قناة المياه العذبة لاغنى عنها للقناة البحرية، تسجل التزامات سمو الخديو تجاه الشركة العالمية لقناة السويس فيما يختص بقناة المياه العذبة، وهي الالتزامات المنصوص عليها في الاتفاق المؤرخ 18 مارس سنة 1863 , الذي يشمل بيانا واربع مواد. وتلتزم بألا تمس بأى شكل سلامة هذه القناة وفروعها، التي لا يجوز أن تكون مهمتها محلا لآى محاولة لتعطيلها.

### المادة 3
وكذلك تلتزم الدول السامية المتعاقدة باحترام أدوات ومؤسسات ومباني وأشغال القناة البحرية وقناة المياه العذبة.

### المادة 4
لما كانت القناة البحرية تظل مفتوحة في وقت الحرب كممر حر، حتى للسفن الحربية التابعة للمحاربين، تطبيقا للمادة الأولى من المعاهدة الحالية، فقد اتفقت الدول السامية المتعاقدة على أن أي حق حربي أو أي عمل عدائي أو أي عمل يكون الغرض منه تعطيل حرية الملاحة بالقناة لا يجوز مباشرتة داخل القناة وموانى مداخليها، وكذلك داخل مسافة ثلاثة أميال بحرية من هذه الموانى، حتى لو كانت الامبراطورية العثمانية إحدى الدول المتحاربة. ولا يجوز للسفن الحربية التابعة للمحاربين أن تتزود أو تتمون داخل القناة، ومواني مداخلها، إلا للحد الضروري جدا، ويتم عبور هذه السفن بالقناة في أقصر مدة تطبيقا للوائح السارية، ودون أي تأخير آخر غير ما ينتج عن ضرورات العمل، ولا يجوز ان تتجاوز مرابطتها، في بورسعيد ومرفأ السويس أربع وعشرين ساعة، إلا في حالة القوة القاهرة، وفي هذه الحالة، تلزم بالسفر في أقرب وقت ممكن، ويجب دائما أن تمر فترة أربع وعشرين ساعة بين خروج سفينة محاربة، من أحد موانى المداخل، وسفر سفينة تابعة للدولة المعادية.

### المادة 5
في وقت الحرب لا يجوز للدول المحاربة أن تنزل أو تأخذ داخل القناة ومواني مداخلها، قوات أو ذخائر أو مواد حربية ولكن، في حالة المانع العرضي داخل القناة، يجوز داخل مواني المداخل، أخذ أو إنزال قوات مقسمة إلى جماعات لا تتجاوز الواحدة منها 1000 رجل مع المهمات الحربية التي تناسبهم.

### المادة 6
تخضع الغنائم في جميع النواحى لنفس النظام الخاص بالسفن الحربية التابعة للمحاربين.

### المادة 7
لا تبقى الدول أي سفينة حربية داخل مياه القناة (بما فيها بحيرة التمساح والبحيرات المرة). ومع ذلك، يجوزلها أن تضع، في موانى المداخل ببورسعيد والسويس، مراكب حربية لا يتجاوز عددها مركبين لكل دولة. وهذا الحق لا يتمتع به المحاربون.

### المادة 8
يكلف بمراقبة تنفيذ المعاهدة الحالية وكلاء الدول الموقعة عليها المعتمدون بمصر. ويجتمعون عند كل ظرف يهدد سلامة القناة أو حرية المرور بها. بناء على دعوة ثلاثة من بينهم وتحت رياسة عميدهم، لإجراء التحقيقات اللازمة، ويحيطون الحكومة الخديوية بالخطر الذي يتبينونه حتى تتخذ هذه الحكومة التدابير التي تكفل حماية القناة وحرية استخدامها. وعلى أي حال يجتمعون مرة في السنة، للتحقبق من سلامة تنفيذ المعاهدة. وتعقد هذه الاجتماعات الآخيرة برياسة مندوب خاص تعينه لهذا الغرض الحكومة الإمبراطورية العثمانية، ويجوز لمندوب خديوى أن يشترك أيضا في الاجتماع ويرأسه في حالة غياب المندوب العثمانى. وعليهم بصفة خاصة أن يطلبوا إلغاء كل عمل أو تفريق كل حشد، على أحد جانبى القناة، يمكن أن يكون الغرض منه أن يؤدى للمساس بحرية الملاحة وسلامتها التامة.

### المادة 9
تتخذ الحكومة المصرية، في حدود سلطاتها المستمدة من الفرمانات وبالشروط الواردة في المعاهدة الحالية، التدابير اللازمة التي تحمل على احترام تنفيذ المعاهدة المذكورة. وفي حالة ما إذا كانت الحكومة المصرية لأتدبر الوسائل الكافية، عليها الاستنجاد بالحكومة الإمبراطورية العثمانية، وهذه تتخذ التدابير الضرورية لإجابة هذا الطلب، وتبلغ ذلك إلى علم الدول الأخرى الموقعة على تصريح لندن، في 17 مارس سنة 1885 , وتفاهم معها - عند اللزوم - في هذا الموضوع . ولا تعتبر أحكام المواد 4و5و7و8 عقبة في سبيل التدابير التي تتخذ تطبيقا للمادة الحالية .

### المادة 10
وكذلك لا تكون أحكام المواد 4و5و7و8 عقبة دون التدابير التي يضطر جلالة السلطان وسمو الخديو - باسم جلالته وفي حدود الفرمانات الممنوحة لسموه - إلى اتخادها، بقواتهما الخاصة، لضمان الدفاع عن مصر واقرار النظام العام . وفي حالة ما إذا اضطر جلالة السلطان أو سمو الخديو إلى الاستفادة من الاستئناءات المذكورة في المادة الحالية، فإنه يجب على الحكومة الإمبراطورية العثمانية أن تحيط الدول الموقعة على تصريح لندن علما بذلك . ومن المتفق عليه أيضا أن أحكام المواد الأربع المذكورة لا تعوق، بأى حال التدابير التي ترى الحكومة الإمبراطورية العثمانية ضرورة اتخاذها، بقواتها الخاصة، لضمان الدفاع عن ممتلكاتها الأخرى الواقعة على الشاطىْ الشرقى للبحر الأحمر .

### المادة 11
إن التدابير التي تتخذ في الحالات المذكورة في المادتين 9 و 10 من المعاهدة الحالية يجب ألا تعوق حرية استخدام القناة، وفي نفس هذه الحالات، يحرم إطلاقا إنشاء تحصينات دائمة تقام خلافا لأحكام المادة 8.

### المادة 12
اتفقت الدول السامية المتعاقدة، وتطبيقا لمبدأ المساواة فيما يتعلق بحرية أستخدام القناة، وهو المبدأ الذي يعتبر أحد أسس المعاهدة الحالية، على ألا تسعى واحدة منها، للحصول على فوائد إقليمية أو تجارية أو امتيازات في الترتيبات الدولية التي قد تتم مستقبلا فيما يتعلق بالقناة، ومع هذا تصان حقوق تركيا باعتبارها الدولة صاحبة الإقليم .

### المادة 13
فيما عدا الالتزامات المنصوص عليها صراحة في نصوص المعاهدة الحالية، ليس هناك أي مساس بحقوق السيادة التي لصاحب الجلالة الإمبراطورية السلطان وحقوق وامتيازات سمو الخديو المستمدة من الفرمانات .

### المادة 14
اتفقت الدول السامية المتعاقدة على أن الالتزامات الناتجة عن المعاهدة الحالية لا تتقيد بمدة صكوك امتياز الشركة العالمية لقناة السويس .

### المادة 15
لا تعوق أحكام هذه المادة التدابير الصحية المعمول بها في مصر .

### المادة 16
تتعهد الدول السامية المتعاقدة بأن تبلغ هذه المعاهدة للدول التي لم توقعها وتدعوها للانضمام إليها.

### المادة 17
يصدق على المعاهدة الحالية، ويتم تبادل وثائق التصديق عليها في مدة أقصاها شهر أو أقل إن أمكن وإثباتا لما تقدم وقع المفوضون هذه المعاهدة ووضعوا عليها أختامهم . تم بالآستانة في اليوم التاسع والعشرين من شهر أكتوبر عام ألف وثمانمائة وثمانية وثمانين .
(توقيعات المندوبين)
تحريرا في: القسطنطينية في 29 أكتوبر سنة 1888

## لاحقاً
في 5 أغسطس 1914م في بداية الحرب العالمية الأولى، أعلنت مصر أن القناة ستكون مفتوحة للسفن من جميع الدول، إلا أن بريطانيا حولت احتلالها إلى محمية بريطانية، ومنعت سفن الأعداء من مرور القناة. متذرعة بأمن القناة، حاولت بريطانيا الحفاظ على امتيازاتها من خلال إعلانات أحادية الجانب.
إلا أن بريطانيا اعتبرت القناة حيوية للحفاظ على قوتها البحرية ومصالحها الاستعمارية. ولذلك فقد سمحت بنود المعاهدة الأنجلو مصرية في 1936 لبريطانيا بالاحتفاظ بقوة دفاعية على امتداد منطقة قناة السويس. إلا أن الوطنيين المصريين طالبوا بريطانيا مراراً بالجلاء عن منطقة قناة السويس، وفي 1954، وقع البلدان اتفاقية لمدة سبع سنوات تجب معاهدة 1936، وتضع جدولاً زمنياً للانسحاب التدريجي للقوات البريطانية من المنطقة.
وقد ظلت القناة تحت سيطرة القوتين حتى أممها جمال عبد الناصر في 1956م؛ ومنذ ذلك الحين تدير القناة هيئة قناة السويس.